# Ein Glas Wasser (1923)
Ein Glas Wasser ist ein deutscher Stummfilm aus dem Jahre 1923 von Ludwig Berger nach dem nahezu gleichnamigen Bühnenlustspiel von Eugène Scribe.

## Handlung
London zur Zeit des Spanischen Erbfolgekriegs zu Beginn des 18. Jahrhunderts. Die Gefolgschaft der Königin Anna spaltet sich in zwei Parteien: Die eine Seite drängt unter Führung von Lord Bolingbroke auf Friedensgespräche und eine schnelle Versöhnung mit dem Kriegsgegner Frankreich; die andere Seite hingegen spricht sich unter Leitung der einflussreichen Herzogin von Marlborough für eine Fortsetzung der Feindseligkeiten aus. Die noch recht junge und politisch nicht allzu erfahrene Königin Anna selbst ist sich noch nicht sicher, wie sie sich entscheiden wird. Um sie auf ihre Seite zu ziehen, versucht jede der beiden Parteien, Bolingbroke wie Marlborough, in einem intrigenreichen Spiel die Königin zu manipulieren. 
Ein weiterer Konflikt am Hofe ist eher amouröser Natur: Königin Anna wie auch die Herzogin Marlborough zeigen großes Interesse am jungen und attraktiven Offizier John Masham, der wiederum bis über beide Ohren in die hübsche Zofe Abigail verliebt ist. Lord Bolingbroke, ein ebenso gewiefter Politiker und Ränkespieler wie Connaisseur menschlicher Schwächen, bewahrt in diesem Tohuwabohu der Gefühle als einziger den Überblick und zieht gezielt die Strippen bei der Durchsetzung seiner Pläne. Am Ende verlaufen die Dinge so, wie er es geplant hat: Es kommt zum Friedensvertrag mit Frankreich.

## Produktionsnotizen
Ein Glas Wasser entstand Ende 1922 im Decla-Bioscop-Atelier Neubabelsberg und hatte die Außendrehorte Bayreuth, Bruchsal und Veitshöchheim sowie das Freigelände Neubabelsberg. Der Film passierte die Zensur am 19. Januar 1923 und wurde am 1. Februar 1923 in Berlins Ufa-Palast am Zoo uraufgeführt. Der sechsaktige Film war 2558 Meter lang.
Die Filmbauten entstanden auf dem Freigelände in Neubabelsberg. Bergers Bruder Rudolf Bamberger und Hermann Warm entwarfen die Bauten, die Erich Czerwonski ausführte.
Der Schweizer Henry Stuart spielte hier seine erste Rolle in einem deutschen Film. Hermann Bing hatte die Aufnahmeleitung.

## Kritiken
„Dr. Ludwig Berger besorgte auch die Inszenierung. Im Film noch jung, hat er im Berliner Theater und literarischen Leben einen wohlerworbenen Namen. Er hat ihn nun auch im Lichtspielreich. (…) Er ist souveräner Herr über Licht und Schatten, er schafft Bildwirkungen von eindrucksvoller Schönheit und beredter Individualität. Die Bilder, die er formt, haben die Atmosphäre eines Watteau, eines Reynols. Und die brillante technische Könnerschaft, die sich in alledem auswirkt, bleibt völlig unaufdringlich; nur der Fachmann kann beurteilen, welch eine Leistung hier vorliegt. (…) Selten sieht man eine so fein abgetönte, eine mit so zarten unaufdringlichen Mitteln derart beredt wirkende Darstellung. Ein klassisches Ensemblespiel, in das sich alles und jedes wie selbstverständlich einfügt. Mady Christians, Lucie Höflich, Helga Thomas: alle drei Frauen voll Charme. Voll mimischer Bewegtheit. Voll gelöster Natürlichkeit. Hans Brausewetter holt sich den gleichen Erfolg, den er in der gleichen Rolle seinerzeit im Deutschen Theater verzeichnen durfte. Auch alle anderen männlichen Rollen (namentlich Rittner) als Kabinettstücke durchgeführt. So ergab sich aus ernster Arbeit eine Gesamtleistung voll Anmut und Grazie. Ein Film, der es rechtfertigt, von Lichtspiel-Kunst zu sprechen.“

„Aus dem Scribeschen Lustspiel „Ein Glas Wasser“ (1923), einem altbewährten Bühnenstück, hat Ludwig Berger eine Filmkomödie von Großformat geschaffen die zugleich Erfüllung und Verheißung war. Dieser Mann der Feder und der Bühne hat nicht nur visuelle Fähigkeiten, sondern vor allen Dingen Kultur und Geschmack.“